# Polska Hokej Liga (2023/2024)
Polska Hokej Liga 2023/2024 – 89. sezon mistrzostw Polski w hokeju na lodzie mężczyzn, po raz 69. przeprowadzony w formie rozgrywek ligowych, a po raz 11. pod nazwą Polskiej Hokej Ligi.

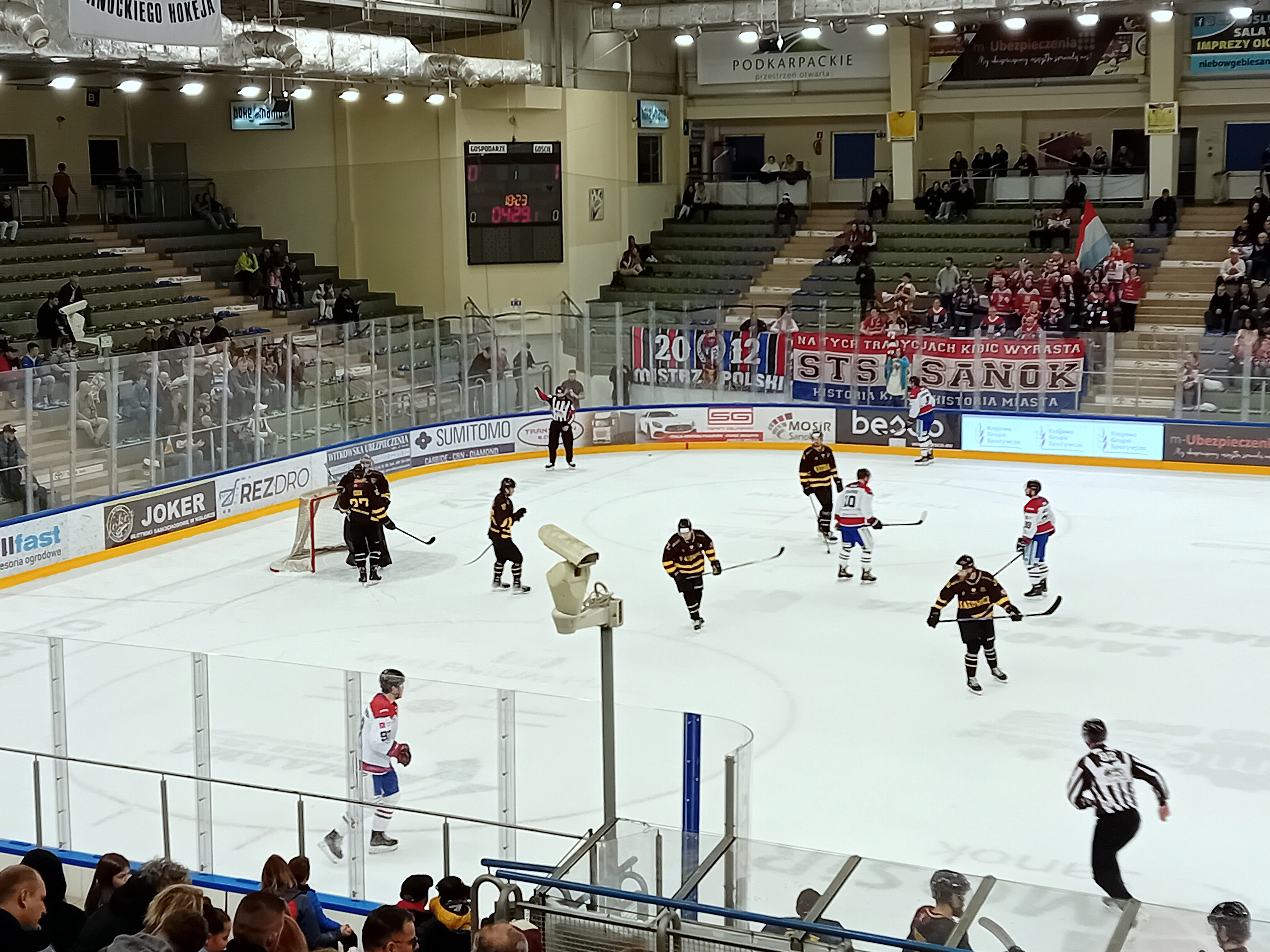
Mecz STS Sanok – GKS Katowice (2023)

## Organizacja rozgrywek
W lipcu 2023 ogłoszono, że sponsorem PHL została firma Tauron Polska Energia, a rozgrywki będą nosić marketingową nazwę Tauron Hokej Liga
W sierpniu 2023 ogłoszono terminarz.

### Kluby uczestniczące
W czerwcu 2023 licencję na występy w edycji PHL 2023/2024 otrzymały kolejno zespoły: JKH GKS Jastrzębie, GKS Tychy, Unia Oświęcim, GKS Katowice, Cracovia, Zagłębie Sosnowiec, KS Toruń HSA, Podhale Nowy Targ, STS Sanok.

### Informacje o drużynach
| Klub                             | Prezes                   | Trener          | Asystent trenera    | Kapitan drużyny     |
| -------------------------------- | ------------------------ | --------------- | ------------------- | ------------------- |
| JKH GKS Jastrzębie               | Kazimierz Szynal         | Róbert Kaláber  | Rafał Bernacki      | Maciej Urbanowicz   |
| KH GKS Katowice                  | Krzysztof Nowak          | Jacek Płachta   | Ireneusz Jarosz     | Grzegorz Pasiut     |
| MKS Comarch Cracovia             | Elżbieta Filipiak (p.o.) | Rudolf Roháček  | Dominik Salamon     | Aleš Ježek          |
| Tauron KH Podhale Nowy Targ      | Natalia Charyasz         | Sami Hirvonen   | Rafał Sroka         | Bartłomiej Neupauer |
| TH Tauron Re-Plast Unia Oświęcim | Mariusz Sibik            | Nik Zupančič    | Krzysztof Majkowski | Krystian Dziubiński |
| Marma Ciarko STS Sanok           | Michał Radwański         | Elmo Aittola    | Marcin Ćwikła       | Karol Biłas         |
| HK Zagłębie Sosnowiec            | Adrian Pietrzyk          | Piotr Sarnik    | Marcin Kozłowski    | Michał Kotlorz      |
| KH Energa Toruń                  | Bogdan Rozwadowski       | Juha Nurminen   | Łukasz Podsiadło    | Kamil Kalinowski    |
| GKS Tychy                        | Krzysztof Woźniak        | Pekka Tirkkonen | Adam Bagiński       | Filip Komorski      |

Uwagi i zmiany
1. Drużyny uszeregowano w zestawieniu wedle kolejności alfabetycznej nazw miast.
2. Od początku sezonu drużynę PZU Podhale Nowy Targ prowadził Łotysz Aleksandrs Beļavskis, którego zwolnienie ogłoszono 15 września 2023[12]. 6 października 2023 podano, że opróżnioną posadę obejmie Fin Sami Hirvonen[13].
3. 5 października poinformowano, że główny trener GKS Tychy Andriej Sidorienko został odsunięty od prowadzenia drużyny, a jego miejsce zajął tymczasowo dotychczasowy asystent, Adam Bagiński[14]. 7 października 2023 podano do wiadomości, że kontrakt z Sidorienką został rozwiązany[15]. 15 października 2023 potwierdzono, że nowym szkoleniowcem GKS Tychy został Pekka Tirkkonen[16].
4. Od początku sezonu kapitanem drużyny STS Sanok był Fin Sami Tamminen, którego odejście ogłoszono 5 grudnia 2023. Dwa dni później jego funkcję przejął Karol Biłas.
5. 30 września 2023 hospitalizowany został prezes Cracovii, Janusz Filipiak, który zmarł 17 grudnia tego roku[17][18]. W związku z tym obowiązki prezesa MKS Cracovia SSA objęła jego żona, Elżbieta Filipiak, w okresie od 6 listopada 2023 do 6 lutego 2024[19][20].

## Runda zasadnicza
Faza rundy zasadniczej trwała od 8 września 2023 do 27 lutego 2024, a podczas niej rozegrano 40 kolejek.

### Tabela
| Msc. | Drużyna                   | M  | W  | WpD | WpK | PpD | PpK | P  | G+  | G−  | +/−  | Pkt. |
| ---- | ------------------------- | -- | -- | --- | --- | --- | --- | -- | --- | --- | ---- | ---- |
| 1.   | KH GKS Katowice           | 40 | 26 | 5   | 2   | 1   | 0   | 6  | 155 | 100 | +55  | 93   |
| 2.   | KS Re-Plast Unia Oświęcim | 40 | 25 | 3   | 0   | 1   | 0   | 11 | 164 | 108 | +56  | 82   |
| 3.   | GKS Tychy                 | 40 | 21 | 2   | 4   | 1   | 3   | 9  | 124 | 92  | +32  | 79   |
| 4.   | JKH GKS Jastrzębie        | 40 | 20 | 3   | 1   | 0   | 3   | 12 | 150 | 113 | +37  | 72   |
| 5.   | KH Energa Toruń           | 40 | 15 | 0   | 2   | 2   | 1   | 20 | 116 | 128 | -12  | 52   |
| 6.   | MKS Comarch Cracovia      | 40 | 10 | 5   | 1   | 4   | 4   | 16 | 123 | 149 | -26  | 50   |
| 7.   | KH PZU Podhale Nowy Targ  | 40 | 14 | 0   | 1   | 5   | 1   | 19 | 136 | 147 | -11  | 50   |
| 8.   | HK Zagłębie Sosnowiec     | 40 | 12 | 1   | 3   | 2   | 0   | 22 | 113 | 129 | -16  | 46   |
| 9.   | Marma Ciarko STS Sanok    | 40 | 4  | 0   | 0   | 3   | 1   | 32 | 67  | 182 | -115 | 16   |

Legenda:
- Msc. = lokata w tabeli, M = liczba rozegranych spotkań, W = Liczba meczów wygranych, WpD = Liczba meczów wygranych po dogrywce, WpK = Liczba meczów wygranych po karnych, PpD = Liczba meczów przegranych po dogrywce, PpK = Liczba meczów przegranych po karnych, P = Liczba meczów przegranych, G+ = Gole strzelone, G− = Gole stracone, +/− = Bilans bramkowy, Pkt. = Liczba zdobytych punktów
- = Awans do fazy play-off

### Statystyki
Statystyki zaktualizowane po zakończeniu rundy zasadniczej.
| Gole                                  | Gole | Asysty                                | Asysty | Punkty                                | Punkty |
| ------------------------------------- | ---- | ------------------------------------- | ------ | ------------------------------------- | ------ |
| Daniel Olsson Trkulja (Unia Oświęcim) | 22   | Patryk Wronka (Podhale Nowy Targ)     | 37     | Patryk Wronka (Podhale Nowy Targ)     | 56     |
| Patryk Krężołek (Zagłębie Sosnowiec)  | 22   | Rastislav Špirko (JKH GKS Jastrzębie) | 35     | Daniel Olsson Trkulja (Unia Oświęcim) | 47     |
| Filip Komorski (GKS Tychy)            | 20   | Alan Łyszczarczyk (GKS Tychy)         | 34     | Alan Łyszczarczyk (GKS Tychy)         | 45     |
| Krystian Dziubiński (Unia Oświęcim)   | 20   | Joona Monto (GKS Katowice)            | 28     | Rastislav Špirko (JKH GKS Jastrzębie) | 45     |
| Patryk Wronka (Podhale Nowy Targ)     | 19   | Andrij Denyskin (Unia Oświęcim)       | 27     | Andrij Denyskin (Unia Oświęcim)       | 43     |

## Faza play-off
Faza play-off trwała od 1 marca do 14 kwietnia 2024. Przed I rundą (1/4 finału) drużyny z miejsc 1-3 po fazie zasadniczej mogły kolejno wybrać dowolnego rywala z miejsc 5-8 i w tym zakresie odstępstwem od tradycyjnego zestawienia par (tj. 1-8, 2:7, 3:6, 4-5) był wybór Unii Oświęcim (2), która wybrała Cracovię (6).

### Wyniki
Ćwierćfinały:
- KH GKS Katowice (1) – HK Zagłębie Sosnowiec (8) 4:2 (1, 2, 5, 6, 9, 12 marca)
  - KH GKS Katowice – HK Zagłębie Sosnowiec 5:2 (4:0, 1:1, 0:1)
  - KH GKS Katowice – HK Zagłębie Sosnowiec 1:4 (1:2, 0:2, 0:0)
  - HK Zagłębie Sosnowiec – KH GKS Katowice 1:2 (1:0, 0:1, 0:1)
  - HK Zagłębie Sosnowiec – KH GKS Katowice 4:3 d. (0:0, 1:1, 2:2, d. 1:0)
  - KH GKS Katowice – HK Zagłębie Sosnowiec 2:0 (0:0, 0:0, 2:0)
  - KH GKS Katowice – HK Zagłębie Sosnowiec 2:6 (2:2, 0:1, 0:3)
- KS Re-Plast Unia Oświęcim (2) – MKS Comarch Cracovia (6) 4:3 (1, 2, 5, 6, 9, 12, 14 marca)
  - KS Re-Plast Unia Oświęcim – MKS Comarch Cracovia 3:5 (1:1, 1:3, 1:1)
  - KS Re-Plast Unia Oświęcim – MKS Comarch Cracovia 2:1 k. (0:0, 1:0, 0:1, k. 2:0)
  - MKS Comarch Cracovia – KS Re-Plast Unia Oświęcim 2:5 (0:3, 1:1, 1:1)
  - MKS Comarch Cracovia – KS Re-Plast Unia Oświęcim 4:1 (1:0, 2:0, 2:1)
  - KS Re-Plast Unia Oświęcim – MKS Comarch Cracovia 5:2 (3:1, 1:1, 1:0)
  - MKS Comarch Cracovia – KS Re-Plast Unia Oświęcim 2:1 d. (0:0, 1:0, 0:1, d. 1:0)
  - KS Re-Plast Unia Oświęcim – MKS Comarch Cracovia 1:0 (0:0, 0:0, 1:0)
- GKS Tychy (3) – KH PZU Podhale Nowy Targ (7) 4:2 (1, 2, 5, 6, 9, 12)
  - GKS Tychy – KH PZU Podhale Nowy Targ 2:1 d. (0:0, 1:0, 0:1, d. 1:0)
  - GKS Tychy – KH PZU Podhale Nowy Targ 4:0 (1:0, 2:0, 1:0)
  - KH PZU Podhale Nowy Targ – GKS Tychy 2:4 (0:2, 1:1, 1:1)
  - KH PZU Podhale Nowy Targ – GKS Tychy 3:2 (1:0, 0:0, 2:2)
  - GKS Tychy – KH PZU Podhale Nowy Targ 2:3 d. (1:1, 0:0, 1:1, d. 0:1)
  - KH PZU Podhale Nowy Targ – GKS Tychy 0:5 (0:1, 0:2, 0:2)
- JKH GKS Jastrzębie (4) – KH Energa Toruń (5) 4:2 (1, 2, 5, 6, 9, 12)
  - JKH GKS Jastrzębie – KH Energa Toruń 2:3 (1:2, 1:0, 0:1)
  - JKH GKS Jastrzębie – KH Energa Toruń 0:1 (0:0, 0:1, 0:0)
  - KH Energa Toruń – JKH GKS Jastrzębie 1:2 d. (1:1, 0:0, 0:0, d. 0:1)
  - KH Energa Toruń – JKH GKS Jastrzębie 0:1 (0:1, 0:0, 0:0)
  - JKH GKS Jastrzębie – KH Energa Toruń 3:2 (1:0, 1:1, 1:1)

Półfinały:
- KH GKS Katowice (1) – JKH GKS Jastrzębie (4) 4:1 (17, 18, 21, 22, 24 marca)
  - KH GKS Katowice – JKH GKS Jastrzębie 1:3 (1:1, 0:0, 0:2)
  - KH GKS Katowice – JKH GKS Jastrzębie 3:1. (0:0, 1:1, 2:0)
  - JKH GKS Jastrzębie – KH GKS Katowice 1:4 (0:1, 0:1, 1:2)
  - JKH GKS Jastrzębie – KH GKS Katowice 1:4 (0:1, 1:2, 0:1)
  - KH GKS Katowice – JKH GKS Jastrzębie 2:0 (0:0, 1:0, 1:0)
- KS Re-Plast Unia Oświęcim (2) – GKS Tychy (3) 4:1 (17, 18, 21, 22, 24 marca)
  - KS Re-Plast Unia Oświęcim – GKS Tychy 0:2 (0:0, 0:2, 0:2)
  - KS Re-Plast Unia Oświęcim – GKS Tychy 5:2 (1:1, 3:1, 1:0)
  - GKS Tychy – KS Re-Plast Unia Oświęcim 0:4 (0:0, 0:2, 0:2)
  - GKS Tychy – KS Re-Plast Unia Oświęcim 2:3 d. (1:0, 0:2, 1:0, d. 0:1)
  - KS Re-Plast Unia Oświęcim – GKS Tychy 4:1 (1:0, 0:0, 3:1)

Finał:
- KH GKS Katowice (1) – KS Re-Plast Unia Oświęcim (2) 3:4 (2, 3, 4, 7, 10, 12, 14 kwietnia)
  - KH GKS Katowice – KS Re-Plast Unia Oświęcim 2:3 (0:1, 1:1, 1:1)
  - KH GKS Katowice – KS Re-Plast Unia Oświęcim 3:0 (1:0, 1:0, 1:0)
  - KS Re-Plast Unia Oświęcim – KH GKS Katowice 2:3 d. (2:2, 0:0, 0:0, d. 0:1)
  - KS Re-Plast Unia Oświęcim – KH GKS Katowice 7:6 d. (1:0, 3:4, 2:2, d. 1:0)
  - KH GKS Katowice – KS Re-Plast Unia Oświęcim 3:2 d. (1:0, 0:0, 1:2, d. 1:0)
  - KS Re-Plast Unia Oświęcim – KH GKS Katowice 5:0 (1:0, 2:0, 2:0)
  - KH GKS Katowice – KS Re-Plast Unia Oświęcim 0:1 d. (0:0, 0:0, 0:0, d. 0:1). Zwycięski gol: Mark Kaleinikovas (czas 66:21)[26]

O 3. miejsce:
- GKS Tychy (3) – JKH GKS Jastrzębie (4) 2:0 (2, 4 kwietnia)
  - GKS Tychy – JKH GKS Jastrzębie 5:2 (0:0, 2:1, 3:1)
  - JKH GKS Jastrzębie – GKS Tychy 1:2 (1:2, 0:0, 0:0)

### Statystyki
Statystyki zaktualizowane po zakończeniu fazy play-off.
| Gole                              | Gole | Asysty                          | Asysty | Punkty                            | Punkty |
| --------------------------------- | ---- | ------------------------------- | ------ | --------------------------------- | ------ |
| Mark Kaleinikovas (Unia Oświęcim) | 9    | Ville Heikkinen (Unia Oświęcim) | 13     | Ville Heikkinen (Unia Oświęcim)   | 19     |
| Erik Ahopelto (Unia Oświęcim)     | 7    | Kamil Sadłocha (Unia Oświęcim)  | 11     | Grzegorz Pasiut (GKS Katowice)    | 16     |
| Joona Monto (GKS Katowice)        | 7    | Elliot Lorraine (Unia Oświęcim) | 11     | Mark Kaleinikovas (Unia Oświęcim) | 15     |
| Ville Heikkinen (Unia Oświęcim)   | 6    | Grzegorz Pasiut (GKS Katowice)  | 10     | Kamil Sadłocha (Unia Oświęcim)    | 15     |
| Grzegorz Pasiut (GKS Katowice)    | 6    | Alan Łyszczarczyk (Cracovia)    | 10     | Elliot Lorraine (Unia Oświęcim)   | 15     |

### Skład triumfatorów
Skład zdobywcy mistrzostwa Polski – drużyny Re-Plast Unia Oświęcim - w sezonie 2023/2024:
| Sztab szkoleniowy: - Nik Zupančič – główny trener - Krzysztof Majkowski – asystent trenera |  | Bramkarze: - Robert Kowalówka - Linus Lundin - Filip Płonka Obrońcy: - Carl Ackered - Peter Bezuška - Raman Dziukau - Kristaps Jākobsons - Kacper Łukawski - Miłosz Noworyta - Kacper Prokopiak - Joonas Uimonen - Kalle Valtola |  | Napastnicy: - Erik Ahopelto - Andrij Denyskin - Krzysztof Dudkiewicz - Krystian Dziubiński – kapitan - Ville Heikkinen - Mark Kaleinikovas - Henry Karjalainen - Sebastian Kowalówka - Łukasz Krzemień - Elliot Lorraine - Daniel Olsson Trkulja - Adrian Prusak - Kamil Sadłocha - Jan Sołtys - Dariusz Wanat |

## Końcowa kolejność
| Lp. | Drużyna                   | Uwagi                                                           |
| --- | ------------------------- | --------------------------------------------------------------- |
| 1.  | TH Re-Plast Unia Oświęcim |                                                                 |
| 2.  | KH GKS Katowice           |                                                                 |
| 3.  | GKS Tychy                 | Zdobywca Pucharu Polski 2023, Zdobywca Superpucharu Polski 2023 |
| 4.  | JKH GKS Jastrzębie        |                                                                 |
| 5.  | KH Energa Toruń           |                                                                 |
| 6.  | Comarch Cracovia          |                                                                 |
| 7.  | KH PZU Podhale Nowy Targ  |                                                                 |
| 8.  | HK Zagłębie Sosnowiec     |                                                                 |
| 9.  | Marma Ciarko STS Sanok    |                                                                 |